# Курбанов, Джума
Джума Курбанов (род. 1928 год) — оператор по добыче газа газонефтепромыслового управления «Каганнефтегаз» Министерства газовой промышленности СССР, Бухарская область, Узбекская ССР. Герой Социалистического Труда (1971).
С 1958 года — оператор по добыче нефти и газа в управлении «Мубарекгаз», потом — в газонефтепромысловом управлении «Каганнефтегаз».
Достиг выдающихся трудовых показателей. Досрочно выполнил личные социалистические обязательства и плановые задания Восьмой пятилетки (1966—1970). 30 марта 1971 года Указом Президиума Верховного Совета СССР удостоен звания Героя Социалистического Труда «за выдающиеся заслуги в выполнении заданий пятилетнего плана и достижение высоких технико-экономических показателей» с вручением ордена Ленина и золотой медали Серп и Молот.
В 1978 году вступил в КПСС.